# James Angulo
James Angulo, född 20 januari 1974, är en colombiansk tidigare fotbollsspelare.
I mars 1993 blev han uttagen i Colombias trupp till U20-världsmästerskapet 1993.